# Финал Кубка Англии по футболу 1882
Финал кубка Англии по футболу 1882 — футбольный матч, завершавший розыгрыш Кубка Англии сезона 1881/82 и прошедший 25 марта 1882 года на лондонском стадионе «Кеннингтон Овал». В нём встретились «Олд Итонианс» и «Блэкберн Роверс». «Олд Итонианс» выиграл со счётом 1:0; единственный мяч, согласно большинству источников, забил Уильям Андерсон, однако по другим данным гол забил Реджиналд Маколи. Это был последний финал, выигранный одной из южных команд «джентльменов-любителей», доминировавших в первую декаду существования турнира.

## Матч
В финале, сыгранном на стадионе «Кеннингтон Овал» 25 марта 1882 года, «Олд Итонианс» встретился с «Блэкберн Роверс», первой командой не из Лондона и окружающих его графств, дошедшей до финала Кубка Англии. В составе «Блэкберна» были игроки сборной Англии Фред Харгривз, его брат Джон и Джеймс Браун.
В начале матча «Олд Итонианс» доминировал на поле, но «Роверс» успешно отражал их атаки. Однако, согласно данным, приведённым в книге Гиббонса «Футбол в Викторианской Англии», «после умелой передачи Артура Данна, Реджиналд Маколи отправил мяч между стоек ворот, позволив своей команде уйти на перерыв с вполне заслуженным преимуществом». Однако отчёт в газете The Times (1937) говорит, что Маколи обогнал игроков «Блэкберна», но мяч залетел в ворота, не коснувшись его. Многие источники опознали автора гола по-разному: Bell's Life in London, The Field и The Times заявили, что это был Андерсон, который получил мяч после успешной комбинации Маколи и Данна, в то время как The Sporting Life написал, что Филипп Новелли остановил мяч «перед воротами» перед тем как потерять мяч после выбивания его неизвестным игроком.
Также неизвестно время, когда был забит гол: Bell’s Life заявляет, что мяч был забит на 8-й минуте, The Sportsman — на 10-й, а согласно The Sporting Life — после «четверти часа игры».
«Олд Итонианс» смог защитить ворота от атак «Блэкберна» до конца матча и взять второй титул за четыре года.

### Составы
| Олд Итонианс | 1:0     | Блэкберн Роверс |
| ------------ | ------- | --------------- |
| Андерсон     | (отчёт) |                 |

| Олд Итонианс | Блэкберн Роверс |

| Олд Итонианс: |                     |  |
|               |                     |  |
| Вр            | Джон Ролинсон       |  |
| Защ           | Томас Френч         |  |
| Защ           | Перси де Паравичини |  |
| Хав           | Артур Киннэрд       |  |
| Хав           | Чарльз Фоли         |  |
| Хав           | Филипп Новелли      |  |
| Нап           | Артур Данн          |  |
| Нап           | Реджиналд Маколи    |  |
| Нап           | Гарри Гудхарт       |  |
| Нап           | Джон Шевалье        |  |
| Нап           | Уильям Андерсон     |  |

| Блэкберн Роверс: |                |  |
|                  |                |  |
| Вр               | Роджер Хауарт  |  |
| Защ              | Хью Макинтайр  |  |
| Защ              | Фергус Сутер   |  |
| Хав              | Фред Харгривз  |  |
| Хав              | Харолд Шарплз  |  |
| Хав              | Джон Харгривз  |  |
| Нап              | Джоффри Эйвери |  |
| Нап              | Джеймс Браун   |  |
| Нап              | Томас Стракан  |  |
| Нап              | Джимми Дуглас  |  |
| Нап              | Джон Дакворт   |  |

## Программка
В мае 2013 года программа матча была продана на аукционе компании «Сотбис» за 35 250 фунтов стерлингов. Это рекордная сумма, которую заплатили за футбольную программку.